# Badminton 1953
Höhepunkte des Badmintonjahres 1953 waren die All England, die Denmark Open, die Irish Open, die Scottish Open, die Dutch Open und die French Open. In Deutschland, Pakistan und Sri-Lanka wurden erstmals nationale Titelkämpfe ausgetragen.
==Internationale Veranstaltungen ==
| Veranstaltung | Herreneinzel   | Dameneinzel           | Herrendoppel              | Damendoppel                             | Mixed                      |
| ------------- | -------------- | --------------------- | ------------------------- | --------------------------------------- | -------------------------- |
| All England   | Eddy Choong    | Marie Ussing          | David Choong Eddy Choong  | Iris Rogers June White                  | David Choong June White    |
| Denmark Open  | Eddy Choong    | Aase Schiøtt Jacobsen | David Choong Eddy Choong  | Iris Cooley June White                  | Eddy Choong Agnete Friis   |
| French Open   | Eddy Choong    | Aase Schiøtt Jacobsen | David Choong Eddy Choong  | Aase Schiøtt Jacobsen Annelise Petersen | Eddy Choong Jenifer Peters |
| Malaysia Open | Wong Peng Soon | Cecilia Samuel        | Ong Poh Lim Ismail Marjan | Cecilia Samuel Phua Yoke Chin           | Lee Yew Seng Chia Pik Sim  |